# 7 Pułk Piechoty Honwedu
7 Pułk Piechoty Honwedu (HonvIR 7, HIR.7) – pułk piechoty królewsko-węgierskiej Obrony Krajowej.  
Pułk został utworzony w 1886 roku. Okręg uzupełnień – Vršac (węg. Versec).
Kolory pułkowe: szary (niem. schiefergrau), guziki złote. Skład narodowościowy w 1914 roku: 44% Chorwatów, Serbów. 
Komenda pułku oraz I batalion I stacjonowały w Vršac, II batalion w Oraviczabánya, a III batalion w Pančevo.
W 1914 roku wszystkie bataliony walczyły na froncie bałkańskim. Bataliony wchodziły w skład 46 Brygady Piechoty Honwedu należącej do 23 Dywizji Piechoty Honwedu 6 Armii. 27 sierpnia 23 Dywizja Piechoty Honwedu została przeniesiona na front wschodni i podporządkowana 3 Armii.

## Dowódcy pułku
- płk Kornel Bernatsky (1914[3])